# Amanda Lepore
Amanda Lepore (Cedar Grove, 21 novembre 1967) è una modella statunitense, nota donna transgender, musa del fotografo David LaChapelle.
Icona della moda, come modella è apparsa su numerose riviste patinate, grazie alla sua immagine pop ed eccentrica.

## Biografia
Amanda Lepore nasce nel 1967 a Cedar Grove (New Jersey), con il nome di Armand Lepore da padre statunitense di origini sarde (un ingegnere chimico) e da madre statunitense di origini tedesche con problemi di schizofrenia. La presa di coscienza della sua transessualità avvenne molto presto: a soli 11 anni Amanda espresse il desiderio di sottoporsi ad un'operazione per il cambio di sesso. Non sopportando inoltre l'idea di vestirsi da ragazzo, decise di frequentare la scuola vestendosi da bambina, ma questo gli fu vietato e dovette continuare gli studi a casa, con l'appoggio di un tutore.

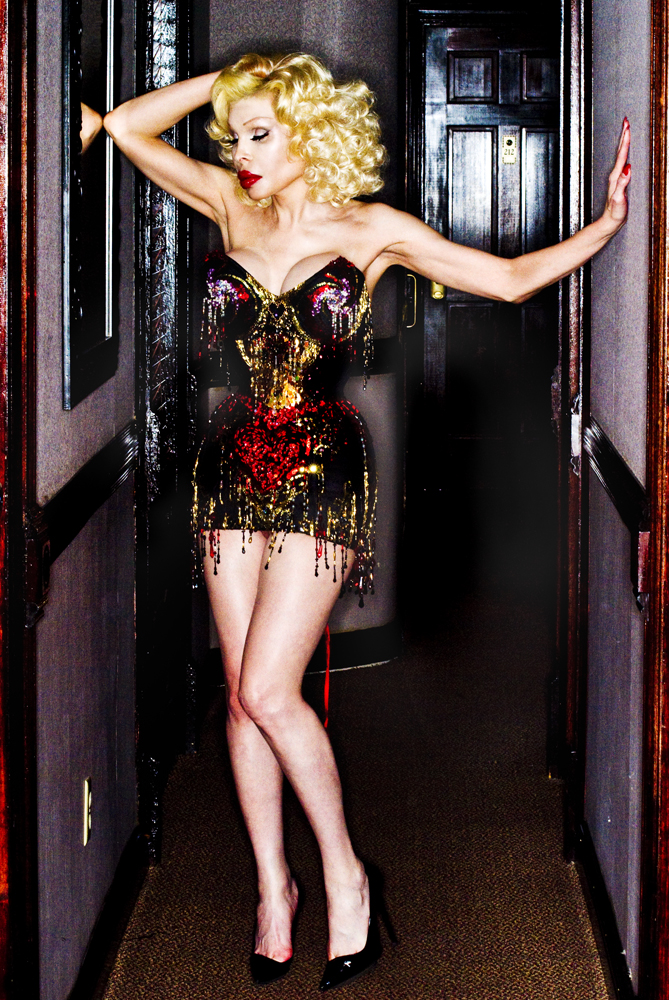
Uno scatto di Amanda Lepore

All'età di 15 anni inizia la trasformazione del suo corpo grazie agli ormoni, avuti da una transessuale minorenne di sua conoscenza. Con i primi cambiamenti del suo corpo, tra cui la crescita del seno, il tutore consigliò ad Amanda Lepore un consulto psichiatrico, e le venne confermata l'incongruenza di genere. Lo psichiatra informò la famiglia e li aiutò a ottenere gli ormoni in modo legale. Sempre all'età di 15 anni si sottopose a un intervento di rinoplastica, primo di una lunga serie di interventi di chirurgia plastica al fine di modificare il suo aspetto.
Ancora minorenne instaura una relazione con il proprietario di una libreria, ignaro del suo status di transessuale. Dopo avergli confessato la verità, viene accettata sia dall'uomo sia dalla sua famiglia, che l'aiuta finanziando le costose operazioni, cosa però impeditagli dal mancato consenso della famiglia della Lepore, visto la sua minore età. A 17 anni, grazie a una lacuna giudiziaria, riesce a sottoporsi all'intervento definitivo per il cambio di sesso e sposa il proprietario della libreria, trasferendosi a casa della sua famiglia. A causa della gelosia del marito e ad altri problemi, però, la sua vita coniugale dura solamente sette mesi, e questa situazione costringe Amanda a fuggire a New York con pochi risparmi.
A New York, con l'aiuto di un amico, diviene una mistress e nel giro di poco tempo, grazie ad alcune conoscenze, si fa notare frequentando discoteche e locali alla moda. Ma la svolta arriva durante il periodo da barista in un bar di Bowery, quando incontra il fotografo David LaChapelle, dando vita ad un sodalizio artistico tra i più noti. Amanda Lepore si è sottoposta a tre interventi di protesi del seno, due blefaroplastiche, riduzione della fronte, modellamento di fianchi e glutei, e varie iniezioni di silicone. Famose sono le sue labbra, rigonfiate a dismisura con iniezioni di silicone liquido.

### La fama

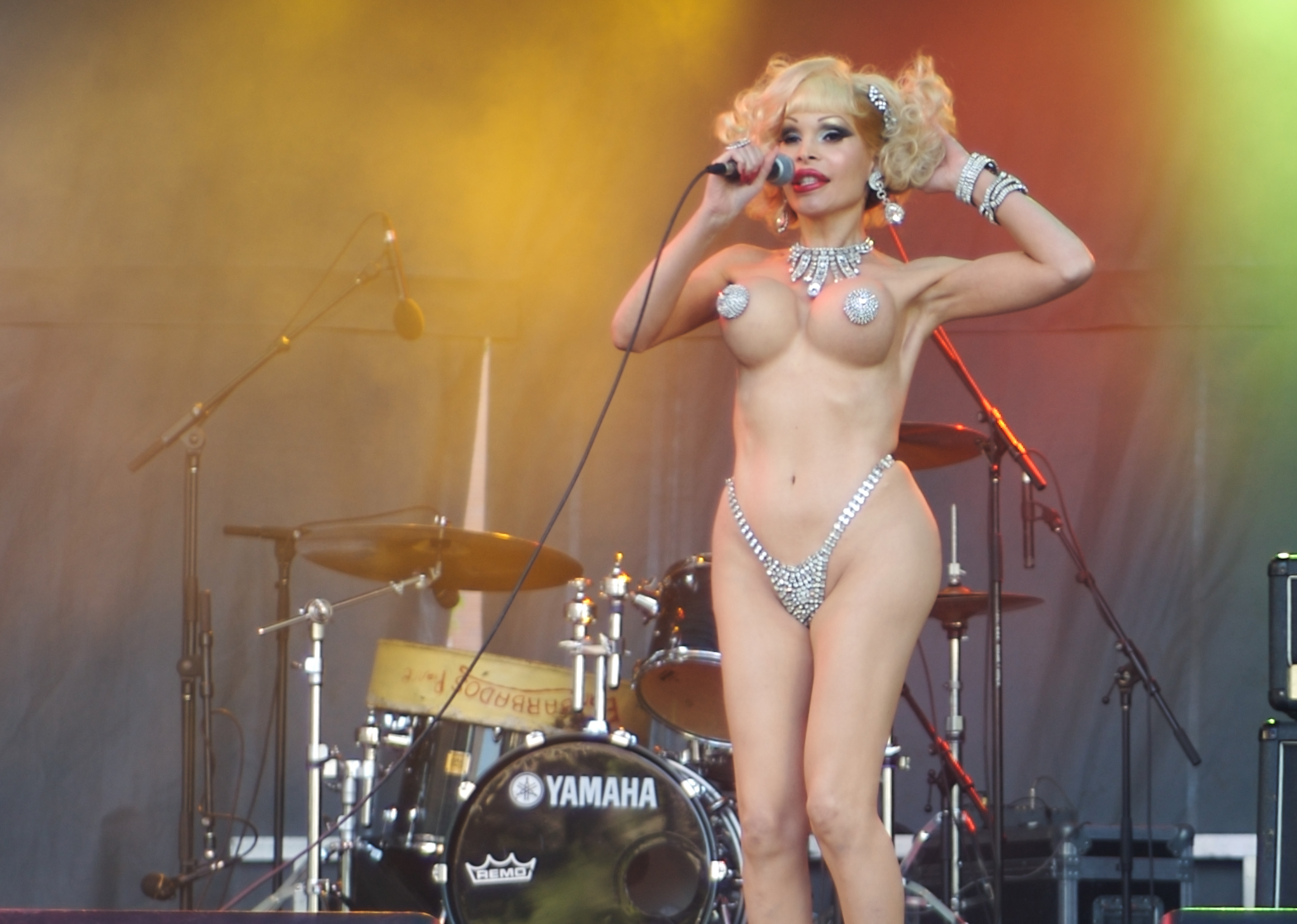
Esibizione di Amanda Lepore al Gay Pride di Montréal del 2006

Divenuta musa del fotografo David LaChapelle, Amanda partecipa a campagne pubblicitarie per aziende come Armani e MTV, appare in tutti i lavori di LaChapelle, comparendo anche nel libro fotografico Artists and Prostitutes 1985-2005. È stata il volto per varie case di moda e aziende di cosmesi. Ha interpretato se stessa in un cameo nel film Party Monster e ha inoltre partecipato a diversi videoclip per artisti come Elton John e The Dandy Warhols.
Amanda Lepore si è inoltre cimentata nella musica, pubblicando il singolo trance Deeper, e tra gli altri brani ricordiamo Champagne, My Hair Looks Fierce, My Pussy (is Famous), Cotton Candy e Turn Me Over. Ha inoltre eseguito I Know What Boys Like, uno dei brani principali della colonna sonora del film Another Gay Movie, in cui fa la sua apparizione con un cameo.
Nel 2007 è stata una degli artisti che ha preso parte al True Colors Tour ideato da Cyndi Lauper, viaggiando attraverso Stati Uniti e Canada. Il tour ha toccato 15 città e coinvolto artisti come Erasure, Debbie Harry, Gossip, Rufus Wainwright, Rosie O'Donnell, The Dresden Dolls e molti altri, con lo scopo di raccogliere fondi per campagne per i diritti umani come AGedO e Matthew Shepard Foundation.

### Merchandise
Nell'ottobre del 1999 la Swatch mette in commercio "Time Tranny", un orologio disegnato da LaChapelle con il volto della Lepore nel quadrante, pezzo a edizione limitata, divenuto vero oggetto di culto per collezionisti.

## Discografia

### Album in studio
- 2011 - I...Amanda Lepore
- 2015 - I...Amanda Lepore (Make Over Sessions)

### EP
- 2005 - Introducing...Amanda Lepore
- 2007 - My Pussy
- 2008 - Fierce Pussy (The Remix Album)
- 2010 - Cazwell and Amanda
- 2018 - Lepore.